# سرزمین (فیلم ۲۰۲۱)
سرزمین (به انگلیسی: Land) فیلمی محصول سال ۲۰۲۱ و به کارگردانی رابین رایت است. در این فیلم بازیگرانی همچون رابین رایت، دمیان بیچیر، کیم دیکنز و وارن کریستی ایفای نقش کرده‌اند.